# Žiga Štern
Žiga Štern (Maribor, 2 gennaio 1994) è un pallavolista sloveno, schiacciatore dello Ślepsk Suwałki.

## Biografia
È il fratello maggiore di Tonček Štern, anch'egli pallavolista.

## Carriera

### Club
Alla fine del mese di dicembre 2018 raggiunge in Italia il fratello Tonček alla Top Volley Latina per la seconda parte della Superlega 2018-19 ma già nella stagione successiva lascia il club pontino per raggiungere la Grecia e prendere parte alla Volley League con il Foinikas Syro.
Dopo un triennio nel club greco, durante il quale si aggiudica la Coppa di Lega 2020-21 e la Supercoppa 2021, ottenendo nella prima competizione anche il riconoscimento come miglior giocatore, nella stagione 2022-23 si trasferisce in Germania dove disputa la 1. Bundesliga con il Friedrichshafen. Nella stagione seguente è di scena nella Polska Liga Siatkówki con lo Ślepsk Suwałki.

## Palmarès

### Club
- Campionato sloveno: 1

2016-17
- Coppa di Slovenia: 1

2015-16
- Coppa di Lega: 1

2020-21
- Supercoppa greca: 1

2021
- Middle European League: 1

2016-17

### Nazionale
- Volleyball Challenger Cup 2019
- Memorial Hubert Wagner 2023

### Premi individuali
- 2021 - Coppa di Lega: MVP